# Goddard 4

Goddard 4 es una serie de cohetes construidos por Robert H. Goddard basándose en sus cohetes anteriores, Goddard 1, Goddard 2 y Goddard 3. Todos usaban gasolina y oxígeno líquido como propelentes, inyectados a presión en la cámara de combustión; también disponían de guía por control remoto. La masa de un cohete a otro podía variar, dado su carácter experimental.
Se lanzaron en total cuatro cohetes de este modelo, el primero el 30 de diciembre de 1930 y el último el 27 de octubre de 1931.
Entre el 3 de diciembre de 1929 y el 30 de junio de 1930 Goddard hizo pruebas con motores para este tipo de cohetes (sin lanzamientos) en el campo de tiro de artillería de Camp Devens, a unos 40 km de Worcester, con el fin de mejorar la eficiencia del motor, en particular con el uso de la técnica de enfriamiento de la tobera mediante "cortina". Se construyeron 16 bancos de prueba para los test. En julio de 1930, las operaciones se trasladaron a Roswell, Nuevo México, bajo el patrocinio de Daniel Guggenheim, permitiendo a Goddard dedicarse totalmente a la cohetería. Las pruebas comenzaron de nuevo el 23 de octubre.

## Especificaciones (valores típicos)
- Carga útil: 1 kg a una altura de hasta 610 m
- Longitud: 3 m
- Diámetro: 0,3 m
- Masa total: 40 kg